# Thập niên 490
Thập niên 490 hay thập kỷ 490 chỉ đến những năm từ 490 đến 499.